# (100520) 1997 BU2
(100520) 1997 BU2 es un asteroide perteneciente al cinturón de asteroides, descubierto el 30 de enero de 1997 por Takao Kobayashi desde el Observatorio de Ōizumi, Ōizumi, Japón.

## Designación y nombre
Designado provisionalmente como 1997 BU2.

## Características orbitales
1997 BU2 está situado a una distancia media del Sol de 2,534 ua, pudiendo alejarse hasta 2,985 ua y acercarse hasta 2,084 ua. Su excentricidad es 0,177 y la inclinación orbital 6,723 grados. Emplea 1474,05 días en completar una órbita alrededor del Sol.

## Características físicas
La magnitud absoluta de 1997 BU2 es 15,6.